# Hesperiinae
Hesperiinae (engleză Grass skippers este o subfamilie de fluturi din familia Hesperiidae. Conținând pete 2000 de specii descrise, aceasta este cea mai mare subfamilie de fluturi din cadrul familiei Hesperiidae.

## Triburi
- Aeromachini
- Ampittiini
- Ancistroidini
- Anthoptini
- Astictopterini
- Baorini
- Calpodini
- Erionotini
- Gegenini
- Hesperiini
- Moncini
- Taractrocerini
- Thymelini